# Icterícia neonatal
Icterícia neonatal é a pigmentação amarela da pele e da parte branca dos olhos num recém-nascido causada por uma concentração elevada de bilirrubina no sangue. Entre outros possíveis sintomas estão sonolência excessiva ou falta de vontade em se alimentar. Entre as possíveis complicações estão crises epilépticas e querníctero.
Em muitos casos não há uma causa subjacente, situação em que é denominada fisiológica. Em outros casos é o resultado de destruição dos glóbulos vermelhos, doenças do fígado, infeção, hipotiroidismo ou doenças metabólicas, situação em que é denominada patológica. A pigmentação pode ser observada em concentrações superiores a 2 mg/dL (34 μmol/l). Em bebés de outra forma saudáveis, a doença passa a ser motivo de preocupação quando a concentração é superior a 18 mg/dL (308 μmol/L), quando a icterícia se manifesta logo no primeiro dia de vida, quando a concentração aumenta subitamente, quando dura mais de duas semanas ou quando o bebé aparenta desconforto. Em bebés com estes sinais de alarme é recomendado a realização de exames para determinar a causa subjacente.
A necessidade de tratamento depende dos valores da concentração de bilirrubina no sangue, da idade da criança e da causa subjacente. Entre as opções de tratamento estão a alimentação em intervalos mais frequentes, fototerapia ou transfusões de sangue. Em bebés prematuros geralmente é necessário tratamento mais agressivo. A icterícia fisiológica geralmente dura menos de sete dias. A condição afeta cerca de metade dos recém-nascidos na primeira semana de vida. Entre os bebés prematuros, a prevalência é de 80%.

## Causas
Em geral a bilirrubina indireta está firmemente ligada à albumina mas pode separar-se dela e circular livremente no sangue, tornando-se então perigosa, principalmente quando atinge níveis acima de 5 mg%, por ser neurotóxica. A bilirrubina livre difunde-se para o interior das células, intoxicando-as e causando sua morte.

### Tabela de Kramer
A icterícia é quantificada considerando-se a sua progressão craniocaudal, isto é, a progressão da icterícia da cabeça para a região inferior do corpo (pernas e pés).
A tabela elaborada por Kramer relaciona os níveis de bilirrubina indireta (BI) com a zona dérmica de icterícia:
- Zona 1 (cabeça) : BI = 6 mg%
- Zona 2 (zona 1 + tórax) : BI = 9 mg%
- Zona 3 (zona 2 + abdômen e coxas) : BI = 12 mg%
- Zona 4 (zona 3 + braços e pernas) : BI = 15 mg%
- Zona 5 (zona 4 + mãos e pés) : BI = 16 mg%

Quando a bilirrubina em plasma é maior a 15 mg/dL é necessário começar acompanhamento e tomar medidas preventivas, como mudar um tratamento ou começar fototerapia.

## Fatores de risco de neurotoxidade
Alguns fatores colaboram para exacerbar o potencial neurotóxico da bilirrubina indireta:
- Prematuridade
- Sexo masculino
- Acidose
- Hipóxia (asfixia)
- Septicemia (infecção generalizada)
- Jejum prolongado
- Hipoproteinemia (diminuição das proteínas)
- Hipotermia (queda da temperatura corporal)
- Alguns antibióticos, soluções hipertônicas e outros fármacos
- Policitemia
- Fator Rh incompatível com o da mãe
- Deficiência de G6PD
- Síndrome de Gilbert

Quando atinge níveis muito altos e não é tratada, a icterícia pode causar a síndrome neurológica conhecida como kernicterus.

## Prevenção
O Kernicterus pode ser prevenida com fototerapia e transfusão sanguínea quando a bilirrubina é maior que 20 mg/dL.